# Tetragnatha noumeensis
Tetragnatha noumeensis là một loài nhện trong họ Tetragnathidae.
Loài này thuộc chi Tetragnatha. Tetragnatha noumeensis được miêu tả năm 1924 bởi Berland.